# Eburia pseudostigma
Eburia pseudostigma là một loài bọ cánh cứng trong họ Cerambycidae.